# Långsmaltjärnen (Gudmundrå socken, Ångermanland)
Långsmaltjärnen är en sjö i Kramfors kommun i Ångermanland och ingår i Ångermanälven-Gådeåns kustområde.